# Mohini Dey
Mohini Dey (Mumbai, 1996 –) indiai basszusgitáros, elsősorban a  fúziós dzsessz  területén aktív.

## Pályafutása
Mohini Dey Szudzsoj Dey basszusgitáros lánya, ő fedezte fel különleges tehetségét a hangszer (basszusgitár) iránt.  Apja három éves kora óta foglalkozik vele,  már tíz éves korától zenei stúdiókban foglalkoztatják és koncerteken lép fel. Első együttese  Randzsit Barot formációja, amivel 2011-ben  az  MTV Unplugged műsorában is fellépett.
Nemzetközi fesztiválokon már 2013 óta szerepel,  de 2017-ben  a  Montreux-i Jazz Fesztivál-on tűnt igazán fel (Abhidzsith P. S. Nair és Szandíp Mohan társaságában), ami után Szaraszvati  Montreux-ben című  albumuk is megjelent. 2017-ben egyre több nemzetközi meghívást kapott, játszott Dave Wecklel, Narada Michael Waldennel, A. R. Rahmannal, Louiz Banks-szal, Zakír Husszeinnel, Borlai Gergővel, Szivamanival, Gino Banks-szal, George Brooks-szal, Mike Sternnel, Nitin Sauhnejel, R. Prasanna/Varijashree Venugopallal, Stephen Devassy-val, Niladri Kumárral, V. Szelvaganéssal  U. Radzsessel, Steve Vai-al, Guthrie Govannal.
Zenei technikáját  Victor Wooten, Jaco Pastorius, Abraham Laboriel, Mark King, Tom Kennedy és Marcus Miller  basszusgitárosok befolyásolták.